# Tardebigge
Tardebigge est un village du Worcestershire, en Angleterre. Il est situé dans le district de Bromsgrove, à mi-chemin entre les villes de Bromsgrove et Redditch. Au moment du recensement de 2011, il comptait 3 394 habitants.
Il abrite les écluses de Tardebigge, une série de trente-six écluses qui permettent au canal de Worcester à Birmingham de franchir un dénivelé de 67 mètres.